# Portugal nos Jogos Mundiais de 2025
Portugal vai competir nos Jogos Mundiais de 2025, comumente denominados Chengdu 2025, em Chengdu, na China, entre 7 e 17 de Agosto de 2025. Será a terceira edição dos Jogos Mundiais sediada na Ásia, depois de Akita (2001) e em Kaohsiung (2009). Chengdu sediará os Jogos Mundiais pela primeira vez.
Os atletas portugueses têm competido em todas as edições nos Jogos Mundiais desde a estreia de Portugal nos Jogos Mundiais de 1981 em Santa Clara, Califórnia. A melhor participação portuguesa na competição foi precisamente na edição anterior, nos Jogos Mundiais de 2022 em Birmingham (AL), em que o Comité Olímpico de Portugal conseguiu 5 medalhas e o 38º lugar no medalheiro.
Para os Jogos Mundiais de 2025, foram qualificados 57 atletas em 11 modalidades e corresponde à maior comitiva da Equipa Portugal em Jogos Mundiais. Dos 56 atletas, 43 são estreantes na competição (76%). Nestes Jogos Mundiais também haverá a estreia para do Andebol de Praia (Disciplina não olímpica), Dança Breaking (Disciplina não olímpica), Triatlo - Duatlo (Disciplina não olímpica) e do Wushu.
Após a não renovação e cancelamento do Estatuto de Utilidade Pública Desportiva da Federação Portuguesa de Kickboxing e Muaythai, Portugal ficou sem entidade desportiva nacional dotada de competência pública para o Kickboxing, mesmo estando três atletas portugueses qualificados para os próximos Jogos Mundiais 2025. Perante o momento delicado, o COP decidiu integrar os atletas portugueses qualificados na comitiva portuguesa. Assim o número de atletas qualificados subiu para 56 atletas de 11 modalidades.
Portugal obteve no total da sua participação no Jogos Mundiais de 2025, em Chengdu, na China um total de 10 medalhas, sendo 3 de Ouro, 3 de Prata e 4 de Bronze e o 23º lugar no medalheiro. Esta participação representa o melhor resultado na competição.

## Atletas e Modalidades

### Calendário
O calendário do Comité Olímpico de Portugal de eventos e competições para os Jogos Mundiais de 2025, segundo o calendário da entidade organizadora.
| CA | Cerimónia de Abertura | CE | Cerimónia de Encerramento |  | Evento Competição |

|                                    | 06 | 07 | 08 | 09 | 10 | 11 | 12 | 13 | 14 | 15 | 16 | 17 |
| ---------------------------------- | -- | -- | -- | -- | -- | -- | -- | -- | -- | -- | -- | -- |
| Cerimónias                         |    | CA |    |    |    |    |    |    |    |    |    | CE |
| Andebol (Praia) Estreia            |    |    |    |    |    |    |    |    |    |    |    |    |
| Canoagem (Maratona)                |    |    |    |    |    |    |    |    |    |    |    |    |
| Corfebol                           |    |    |    |    |    |    |    |    |    |    |    |    |
| Dança (Breaking) Estreia           |    |    |    |    |    |    |    |    |    |    |    |    |
| Ginástica (Acrobática; Trampolins) |    |    |    |    |    |    |    |    |    |    |    |    |
| Ju-Jitsu                           |    |    |    |    |    |    |    |    |    |    |    |    |
| Kickboxing                         |    |    |    |    |    |    |    |    |    |    |    |    |
| Patinagem (Velocidade)             |    |    |    |    |    |    |    |    |    |    |    |    |
| Triatlo (Duatlo) Estreia           |    |    |    |    |    |    |    |    |    |    |    |    |
| Wushu Estreia                      |    |    |    |    |    |    |    |    |    |    |    |    |
|                                    | 06 | 07 | 08 | 09 | 10 | 11 | 12 | 13 | 14 | 15 | 16 | 17 |

|                                    | 06 | 07 | 08 | 09 | 10 | 11 | 12 | 13 | 14 | 15 | 16 | 17 |
| ---------------------------------- | -- | -- | -- | -- | -- | -- | -- | -- | -- | -- | -- | -- |
| Andebol (Praia) Estreia            | 20 | 20 | 20 | 20 | 20 | 20 | 20 |    |    |    |    |    |
| Canoagem (Maratona)                | 2  | 2  | 2  | 2  | 2  |    |    |    |    |    |    |    |
| Corfebol                           | 14 | 14 | 14 | 14 | 14 | 14 | 14 |    |    |    |    |    |
| Dança (Breaking) Estreia           | 1  | 1  | 1  | 1  | 1  | 1  | 1  | 1  | 1  | 1  | 1  |    |
| Ginástica (Acrobática; Trampolins) | 11 | 11 | 11 | 5  | 2  |    |    |    |    |    |    |    |
| Ju-Jitsu                           | 1  | 1  | 1  | 1  | 1  | 1  | 1  |    |    |    |    |    |
| Kickboxing                         | 3  | 3  | 3  | 3  | 3  | 3  | 3  | 1  | 1  |    |    |    |
| Patinagem (Velocidade)             | 2  | 2  | 2  | 2  | 2  | 2  | 2  | 2  | 2  | 2  |    |    |
| Triatlo (Duatlo) Estreia           | 1  | 1  | 1  | 1  | 1  | 1  | 1  | 1  | 1  |    |    |    |
| Wushu Estreia                      | 1  | 1  | 1  | 1  |    |    |    |    |    |    |    |    |
| TOTAL                              | 56 | 56 | 56 | 51 | 47 | 42 | 42 | 5  | 5  | 3  | 1  | 0  |

### Atletas
A lista de atletas portugueses qualificados para os Jogos Mundiais de 2025.
| Modalidade                         | Homens | Mulheres | Total |
| ---------------------------------- | ------ | -------- | ----- |
| Andebol (Praia) Estreia            | 10     | 10       | 20    |
| Canoagem (Maratona)                | 1      | 1        | 2     |
| Corfebol                           | 7      | 7        | 14    |
| Dança (Breaking) Estreia           | 0      | 1        | 1     |
| Ginástica (Acrobática; Trampolins) | 7      | 4        | 11    |
| Ju-Jitsu                           | 1      | 0        | 1     |
| Kickboxing                         | 1      | 2        | 3     |
| Patinagem (Velocidade)             | 2      | 0        | 2     |
| Triatlo (Duatlo) Estreia           | 1      | 0        | 1     |
| Wushu Estreia                      | 0      | 1        | 1     |
| Total                              | 30     | 26       | 56    |

## Conquistas

### Medalhas
Portugal obteve no total da sua participação nos Jogos Mundiais de 2025, 10 medalhas, sendo 3 de Ouro, 3 de Prata e 4 de Bronze.
| Medalha | Medalha | Atleta                                | Modalidade             | Prova                         | Data       |
| ------- | ------- | ------------------------------------- | ---------------------- | ----------------------------- | ---------- |
| 01      | Ouro    | Gabriel Albuquerque \| Lucas Santos   | Ginástica (Trampolins) | Sicronizado Masculino         | 08-08-2025 |
| 02      | Ouro    | Diana Gago                            | Ginástica (Trampolins) | Duplo Mini Trampolim Feminino | 10-08-2025 |
| 03      | Ouro    | Catarina Dias                         | Kickboxing             | K1 70kg Feminino              | 14-08-2025 |
| 04      | Prata   | Lara Fernandes \| Guilherme Henriques | Ginástica (Acrobática) | Pares Misto                   | 08-08-2025 |
| 05      | Prata   | Pedro Ramalho                         | Ju-Jitsu               | Ne-Waza 85kg Masculino        | 11-08-2025 |
| 06      | Prata   | Equipa Masculina                      | Andebol (Praia)        | Torneio Masculino             | 12-08-2025 |
| 07      | Bronze  | Beatriz Carneiro \| Inês Faria        | Ginástica (Acrobática) | Pares Feminino                | 08-08-2025 |
| 08      | Bronze  | José Ramalho                          | Canoagem (Maratona)    | Prova Curta Masculino         | 09-08-2025 |
| 09      | Bronze  | Miguel Lopes \| Gonçalo Parreira      | Ginástica (Acrobática) | Pares Masculino               | 09-08-2025 |
| 10      | Bronze  | José Ramalho                          | Canoagem (Maratona)    | Prova Longa Masculino         | 10-08-2025 |

## Andebol(Estreia)

### Praia
A Equipa Portugal conseguiu qualificar uma equipa feminina e uma equipa masculina para Chengdu 2025. As quotas foram conquistadas após a participação de Portugal no Campeonato do Mundo de Andebol de Praia 2024, em Pingtan, na China. A Equipa Portugal irá estrear-se na modalidade e a participação portuguesa teve início no dia 7 de agosto de 2025. 
Os andebolistas que foram convocados para os Jogos Mundiais de 2025:
Torneio feminino - Diana Roque, Catarina Oliveira, Catarina Teixeira, Helena Corro, Maria Santos, Sofia Gonçalves, Leonor Gonçalves, Carolina Paulo, Sara Pinho, Daniela Mendes.
Torneio masculino - Ricardo Castro, Miguel Ribeiro, Rui Rodrigues, José Rebelo, Francisco Santos, Diogo Ferreira, Simão Santos, José Silva, Tiago Costa, Rodrigo Gomes.
| Equipa               | Prova            | Fase de Grupos (Grupo B) | Fase de Grupos (Grupo B) | Fase de Grupos (Grupo B) | Fase de Grupos (Grupo B) | Quartos Final         | Jogo 5º/8º            | Jogo 7º8º / 5º/6º     | Meias Finais          | Final / BM            | Final / BM    |
| Equipa               | Prova            | Adversário/ Resultado    | Adversário/ Resultado    | Adversário/ Resultado    | Pos.                     | Adversário/ Resultado | Adversário/ Resultado | Adversário/ Resultado | Adversário/ Resultado | Adversário/ Resultado | Classificação |
| -------------------- | ---------------- | ------------------------ | ------------------------ | ------------------------ | ------------------------ | --------------------- | --------------------- | --------------------- | --------------------- | --------------------- | ------------- |
| Portugal (Estreante) | Torneio Feminino | Argentina D 2-0          | China V 2-0              | Croácia D 0-2            | 3º lugar                 | Espanha D 2-0         | Vietname V 1-2        | China V 2-0           | Não se qualificaram   | Não se qualificaram   | 5º lugar      |

Legenda: V = Vitória; D= Derrota
| Equipa               | Prova             | Fase de Grupos (Grupo A) | Fase de Grupos (Grupo A) | Fase de Grupos (Grupo A) | Fase de Grupos (Grupo A) | Quartos Final         | Jogo 5º/8º            | Jogo 7º8º / 5º/6º     | Meias Finais          | Final / BM            | Final / BM    |
| Equipa               | Prova             | Adversário/ Resultado    | Adversário/ Resultado    | Adversário/ Resultado    | Pos.                     | Adversário/ Resultado | Adversário/ Resultado | Adversário/ Resultado | Adversário/ Resultado | Adversário/ Resultado | Classificação |
| -------------------- | ----------------- | ------------------------ | ------------------------ | ------------------------ | ------------------------ | --------------------- | --------------------- | --------------------- | --------------------- | --------------------- | ------------- |
| Portugal (Estreante) | Torneio Masculino | Brasil D 1-2             | Alemanha V 2-1           | Croácia V 0-2            | 2º lugar                 | Tunísia V 2-1         |                       |                       | Espanha V 1-2         | Alemanha D 1-2        | Prata         |

Legenda: V = Vitória; D= Derrota
Legenda
| Recorde mundial      | Recorde mundial (World record)               |                       | Recorde africano                      | Recorde africano (African) |                                           | Q | Classificado por posição (Qualified) |
| Recorde olímpico     | Recorde olímpico (Olympic record)            | Recorde da América    | Recorde da América (Americas)         | q                          | Classificado por melhor tempo (Qualified) |   |                                      |
| Melhor marca do ano  | Melhor marca do ano (World leading)          | Recorde asiático      | Recorde asiático (Asian)              | DNS                        | Não largou (Did not start)                |   |                                      |
| Recorde nacional     | Recorde nacional (National record)           | Recorde europeu       | Recorde europeu (European)            | DNF                        | Não terminou (Did not finish)             |   |                                      |
| Recorde pessoal      | Recorde pessoal do atleta (Personal best)    | Recorde da Oceania    | Recorde da Oceania (Oceania)          | DSQ / DQ                   | Desclassificado (Disqualified)            |   |                                      |
| Recorde da temporada | Recorde da temporada do atleta (Season best) | Recorde sul-americano | Recorde sul-americano (South America) | NM                         | Sem marca (No mark)                       |   |                                      |

## Canoagem

### Maratona
A Equipa Portugal conseguiu qualificar uma atleta feminina e um atleta masculino para Chengdu 2025. As quotas foram conquistadas após a participação de Portugal no Campeonato do Mundo de Canoagem de Maratona 2024, na Croácia. A participação portuguesa teve início no dia 9 de agosto de 2025.
| Atletas               | Prova       | Eliminatórias | Eliminatórias | Final      | Final         |
| Atletas               | Prova       | Perfomance    | Posição       | Perfomance | Classificação |
| --------------------- | ----------- | ------------- | ------------- | ---------- | ------------- |
| Maria Rei (Estreante) | Prova Curta | 16:36.46      | 5º lugar Q    | 16:07.97   | 6º lugar      |
| Maria Rei (Estreante) | Prova Longa |               |               | 1:51:23.75 | 4º lugar      |

| Atletas      | Prova       | Eliminatórias | Eliminatórias | Final      | Final         |
| Atletas      | Prova       | Perfomance    | Posição       | Perfomance | Classificação |
| ------------ | ----------- | ------------- | ------------- | ---------- | ------------- |
| José Ramalho | Prova Curta | 14:48.47      | 3º lugar Q    | 14:08.95   | Bronze        |
| José Ramalho | Prova Longa |               |               | 1:36:25.10 | Bronze        |

Legenda
| Recorde mundial      | Recorde mundial (World record)               |                       | Recorde africano                      | Recorde africano (African) |                                           | Q | Classificado por posição (Qualified) |
| Recorde olímpico     | Recorde olímpico (Olympic record)            | Recorde da América    | Recorde da América (Americas)         | q                          | Classificado por melhor tempo (Qualified) |   |                                      |
| Melhor marca do ano  | Melhor marca do ano (World leading)          | Recorde asiático      | Recorde asiático (Asian)              | DNS                        | Não largou (Did not start)                |   |                                      |
| Recorde nacional     | Recorde nacional (National record)           | Recorde europeu       | Recorde europeu (European)            | DNF                        | Não terminou (Did not finish)             |   |                                      |
| Recorde pessoal      | Recorde pessoal do atleta (Personal best)    | Recorde da Oceania    | Recorde da Oceania (Oceania)          | DSQ / DQ                   | Desclassificado (Disqualified)            |   |                                      |
| Recorde da temporada | Recorde da temporada do atleta (Season best) | Recorde sul-americano | Recorde sul-americano (South America) | NM                         | Sem marca (No mark)                       |   |                                      |

## Corfebol

### Indoor
A Equipa Portugal conseguiu qualificar uma equipa para o Torneio Indoor para Chengdu 2025. A quota foi conquistada após a participação de Portugal no Campeonato do Mundo de Corfebol de 2023, na Taipé Chinesa. A participação portuguesa teve início no dia 8 de agosto de 2025.
Os corfebolistas que foram convocados para os Jogos Mundiais de 2025:
Torneio Indoor - Beatriz Pereira (Estreante), Beatriz Rosa (Estreante), Catarina Frade, Catarina Correia, Celise Ribeiro (Estreante), Inês Santos, Luise Ruivo, Afonso Lourenço (Estreante), Hugo Fernandes, Jean Silva (Estreante), Júlio Ruivo, Tiago Luz, Tiago Ferro (Estreante), Tomás Lourenço
| Equipa   | Prova          | Fase de Grupos (Grupo A) | Fase de Grupos (Grupo A) | Fase de Grupos (Grupo A) | Fase de Grupos (Grupo A) | Jogo 5º/8º            | Jogo 7º8º / 5º/6º     | Meias Finais          | Final / BM            | Final / BM    |
| Equipa   | Prova          | Adversário/ Resultado    | Adversário/ Resultado    | Adversário/ Resultado    | Pos.                     | Adversário/ Resultado | Adversário/ Resultado | Adversário/ Resultado | Adversário/ Resultado | Classificação |
| -------- | -------------- | ------------------------ | ------------------------ | ------------------------ | ------------------------ | --------------------- | --------------------- | --------------------- | --------------------- | ------------- |
| Portugal | Torneio Indoor | Países Baixos D 29-12    | China V 9-21             | Taipé Chinesa D 18-23    | 3º lugar                 | Alemanha D 20-23      | China V 16-18         | Não se qualificaram   | Não se qualificaram   | 7º lugar      |

Legenda: V = Vitória; D= Derrota
Legenda
| Recorde mundial      | Recorde mundial (World record)               |                       | Recorde africano                      | Recorde africano (African) |                                           | Q | Classificado por posição (Qualified) |
| Recorde olímpico     | Recorde olímpico (Olympic record)            | Recorde da América    | Recorde da América (Americas)         | q                          | Classificado por melhor tempo (Qualified) |   |                                      |
| Melhor marca do ano  | Melhor marca do ano (World leading)          | Recorde asiático      | Recorde asiático (Asian)              | DNS                        | Não largou (Did not start)                |   |                                      |
| Recorde nacional     | Recorde nacional (National record)           | Recorde europeu       | Recorde europeu (European)            | DNF                        | Não terminou (Did not finish)             |   |                                      |
| Recorde pessoal      | Recorde pessoal do atleta (Personal best)    | Recorde da Oceania    | Recorde da Oceania (Oceania)          | DSQ / DQ                   | Desclassificado (Disqualified)            |   |                                      |
| Recorde da temporada | Recorde da temporada do atleta (Season best) | Recorde sul-americano | Recorde sul-americano (South America) | NM                         | Sem marca (No mark)                       |   |                                      |

## Dança

### Breaking
A Equipa Portugal conseguiu qualificar uma atleta para Chengdu 2025. A quota foi conquistada por ranking. A participação portuguesa teve início no dia 16 de agosto de 2025.
| Equipa                     | Prova   | Fase de Grupos (Grupo C) | Fase de Grupos (Grupo C) | Fase de Grupos (Grupo C) | Fase de Grupos (Grupo C) | Quartos Final         | Meias Finais          | Final / BM            | Final / BM    |
| Equipa                     | Prova   | Adversário/ Resultado    | Adversário/ Resultado    | Adversário/ Resultado    | Pos.                     | Adversário/ Resultado | Adversário/ Resultado | Adversário/ Resultado | Classificação |
| -------------------------- | ------- | ------------------------ | ------------------------ | ------------------------ | ------------------------ | --------------------- | --------------------- | --------------------- | ------------- |
| Vanessa Marina (Estreante) | B-Girls | Ayane D 2-0              | Nicka D 2-0              | Riko D 0-2               | 4º lugar                 | Não se qualificou     | Não se qualificou     | Não se qualificou     | 14º lugar     |

Legenda: V = Vitória; D= Derrota
Legenda
| Recorde mundial      | Recorde mundial (World record)               |                       | Recorde africano                      | Recorde africano (African) |                                           | Q | Classificado por posição (Qualified) |
| Recorde olímpico     | Recorde olímpico (Olympic record)            | Recorde da América    | Recorde da América (Americas)         | q                          | Classificado por melhor tempo (Qualified) |   |                                      |
| Melhor marca do ano  | Melhor marca do ano (World leading)          | Recorde asiático      | Recorde asiático (Asian)              | DNS                        | Não largou (Did not start)                |   |                                      |
| Recorde nacional     | Recorde nacional (National record)           | Recorde europeu       | Recorde europeu (European)            | DNF                        | Não terminou (Did not finish)             |   |                                      |
| Recorde pessoal      | Recorde pessoal do atleta (Personal best)    | Recorde da Oceania    | Recorde da Oceania (Oceania)          | DSQ / DQ                   | Desclassificado (Disqualified)            |   |                                      |
| Recorde da temporada | Recorde da temporada do atleta (Season best) | Recorde sul-americano | Recorde sul-americano (South America) | NM                         | Sem marca (No mark)                       |   |                                      |

## Ginástica

### Acrobática
A Equipa Portugal conseguiu qualificar um par feminino, um par masculino e um par misto para Chengdu 2025. As quotas foram conquistadas após a participação de Portugal no Campeonato do Mundo de Ginástica de Acrobática 2024, em Guimarães, Portugal. A participação portuguesa teve início no dia 8 de agosto de 2025.
| Atleta                                     | Evento | Qualificação | Qualificação | Qualificação | Qualificação | Qualificação | Final      | Final         |
| Atleta                                     | Evento | Equilíbrio   | Equilíbrio   | Dinâmico     | Dinâmico     | Posição      | Perfomance | Classificação |
| Atleta                                     | Evento | Perfomance   | Posição      | Perfomance   | Posição      | Posição      | Perfomance | Classificação |
| ------------------------------------------ | ------ | ------------ | ------------ | ------------ | ------------ | ------------ | ---------- | ------------- |
| Beatriz Carneiro \| Inês Faria (Estreante) | Pares  | 27.330       | 3º lugar     | 27.340       | 3º lugar     | 3º lugar Q   | 27.770     | Bronze        |

| Atleta                                        | Evento | Qualificação | Qualificação | Qualificação | Qualificação | Qualificação | Final      | Final         |
| Atleta                                        | Evento | Equilíbrio   | Equilíbrio   | Dinâmico     | Dinâmico     | Posição      | Perfomance | Classificação |
| Atleta                                        | Evento | Perfomance   | Posição      | Perfomance   | Posição      | Posição      | Perfomance | Classificação |
| --------------------------------------------- | ------ | ------------ | ------------ | ------------ | ------------ | ------------ | ---------- | ------------- |
| Miguel Lopes \| Gonçalo Parreira (Estreantes) | Pares  | 29.070       | 1º lugar     | 27.490       | 5º lugar     | 1º lugar     | 28.550     | Bronze        |

| Atleta                                             | Evento | Qualificação | Qualificação | Qualificação | Qualificação | Qualificação | Final      | Final         |
| Atleta                                             | Evento | Equilíbrio   | Equilíbrio   | Dinâmico     | Dinâmico     | Posição      | Perfomance | Classificação |
| Atleta                                             | Evento | Perfomance   | Posição      | Perfomance   | Posição      | Posição      | Perfomance | Classificação |
| -------------------------------------------------- | ------ | ------------ | ------------ | ------------ | ------------ | ------------ | ---------- | ------------- |
| Lara Fernandes \| Guilherme Henriques (Estreantes) | Pares  | 27.920       | 2º lugar     | 28.100       | 2º lugar     | 2º lugar Q   | 28.540     | Prata         |

Legenda
| Recorde mundial      | Recorde mundial (World record)               |                       | Recorde africano                      | Recorde africano (African) |                                           | Q | Classificado por posição (Qualified) |
| Recorde olímpico     | Recorde olímpico (Olympic record)            | Recorde da América    | Recorde da América (Americas)         | q                          | Classificado por melhor tempo (Qualified) |   |                                      |
| Melhor marca do ano  | Melhor marca do ano (World leading)          | Recorde asiático      | Recorde asiático (Asian)              | DNS                        | Não largou (Did not start)                |   |                                      |
| Recorde nacional     | Recorde nacional (National record)           | Recorde europeu       | Recorde europeu (European)            | DNF                        | Não terminou (Did not finish)             |   |                                      |
| Recorde pessoal      | Recorde pessoal do atleta (Personal best)    | Recorde da Oceania    | Recorde da Oceania (Oceania)          | DSQ / DQ                   | Desclassificado (Disqualified)            |   |                                      |
| Recorde da temporada | Recorde da temporada do atleta (Season best) | Recorde sul-americano | Recorde sul-americano (South America) | NM                         | Sem marca (No mark)                       |   |                                      |

### Trampolins
A Equipa Portugal conseguiu qualificar um par masculino e outros três atletas (1 feminino e 2 masculinos) para Chengdu 2025. As quotas foram conquistadas após a participação de Portugal no Campeonato do Mundo de Ginástica de Trampolins 2023, em Birmingham, Grã-Bretanha. A participação portuguesa teve início no dia 8 de agosto de 2025.
| Atletas    | Prova                | Qualificação | Qualificação | Meias Finais          | Final                   | Final         |
| Atletas    | Prova                | Perfomance   | Posição      | Adversário/ Resultado | Adversário/ Resultado   | Classificação |
| ---------- | -------------------- | ------------ | ------------ | --------------------- | ----------------------- | ------------- |
| Diana Gago | Duplo Mini Trampolim | 52.400       | 1º lugar Q   | Canadá V 27.600       | Estados Unidos V 26.200 | Ouro          |

Legenda: V = Vitória; D= Derrota
| Atletas                                          | Prova                | Qualificação | Qualificação | Meias Finais          | Final                  | Final         |
| Atletas                                          | Prova                | Perfomance   | Posição      | Adversário/ Resultado | Adversário/ Resultado  | Classificação |
| ------------------------------------------------ | -------------------- | ------------ | ------------ | --------------------- | ---------------------- | ------------- |
| Gabriel Albuquerque \| Lucas Santos (Estreantes) | Combinado            | 51.550       | 2º lugar Q   | Alemanha V 25.900     | Países Baixos V 31.790 | Ouro          |
| Diogo Cabral (Estreante)                         | Duplo Mini Trampolim | 47.800       | 7º lugar     | Não se qualificou     | Não se qualificou      | 7º lugar      |
| Vasco Peso (Estreante)                           | Tumbling             | 53.700       | 6º lugar     | Não se qualificou     | Não se qualificou      | 6º lugar      |

Legenda: V = Vitória; D= Derrota
Legenda
| Recorde mundial      | Recorde mundial (World record)               |                       | Recorde africano                      | Recorde africano (African) |                                           | Q | Classificado por posição (Qualified) |
| Recorde olímpico     | Recorde olímpico (Olympic record)            | Recorde da América    | Recorde da América (Americas)         | q                          | Classificado por melhor tempo (Qualified) |   |                                      |
| Melhor marca do ano  | Melhor marca do ano (World leading)          | Recorde asiático      | Recorde asiático (Asian)              | DNS                        | Não largou (Did not start)                |   |                                      |
| Recorde nacional     | Recorde nacional (National record)           | Recorde europeu       | Recorde europeu (European)            | DNF                        | Não terminou (Did not finish)             |   |                                      |
| Recorde pessoal      | Recorde pessoal do atleta (Personal best)    | Recorde da Oceania    | Recorde da Oceania (Oceania)          | DSQ / DQ                   | Desclassificado (Disqualified)            |   |                                      |
| Recorde da temporada | Recorde da temporada do atleta (Season best) | Recorde sul-americano | Recorde sul-americano (South America) | NM                         | Sem marca (No mark)                       |   |                                      |

## Ju Jitsu
A Equipa Portugal conseguiu qualificar um atleta masculino para Chengdu 2025. A quota foi conquistada através do sistema de ranking da modalidade. A participação portuguesa teve início no dia 11 de agosto de 2025.
| Atletas                   | Prova        | Fase de Grupos (Grupo B) | Fase de Grupos (Grupo B) | Fase de Grupos (Grupo B) | Meias Finais          | Final / BM            | Final / BM    |
| Atletas                   | Prova        | Adversário/ Resultado    | Adversário/ Resultado    | Pos.                     | Adversário/ Resultado | Adversário/ Resultado | Classificação |
| ------------------------- | ------------ | ------------------------ | ------------------------ | ------------------------ | --------------------- | --------------------- | ------------- |
| Pedro Ramalho (Estreante) | Ne-Waza 85kg | K. H. Seoung V 0-2       | N. dos Santos V 2-0      | 1º lugar Q               | A. Nada V 50-0        | S. Alkubaisi D 2-0    | Prata         |
| Pedro Ramalho (Estreante) | Prova        | Prova                    | Oitavos Final            | Quartos Final            | Meias Finais          | Final / BM            | Final / BM    |
| Pedro Ramalho (Estreante) | Prova        | Prova                    | Adversário/ Resultado    | Adversário/ Resultado    | Adversário/ Resultado | Adversário/ Resultado | Classificação |
| Pedro Ramalho (Estreante) | Ne-Waza Open | Ne-Waza Open             | Desistência              | Desistência              | Desistência           | Desistência           | Desistência   |

Legenda: V = Vitória; D= Derrota
Legenda
| Recorde mundial      | Recorde mundial (World record)               |                       | Recorde africano                      | Recorde africano (African) |                                           | Q | Classificado por posição (Qualified) |
| Recorde olímpico     | Recorde olímpico (Olympic record)            | Recorde da América    | Recorde da América (Americas)         | q                          | Classificado por melhor tempo (Qualified) |   |                                      |
| Melhor marca do ano  | Melhor marca do ano (World leading)          | Recorde asiático      | Recorde asiático (Asian)              | DNS                        | Não largou (Did not start)                |   |                                      |
| Recorde nacional     | Recorde nacional (National record)           | Recorde europeu       | Recorde europeu (European)            | DNF                        | Não terminou (Did not finish)             |   |                                      |
| Recorde pessoal      | Recorde pessoal do atleta (Personal best)    | Recorde da Oceania    | Recorde da Oceania (Oceania)          | DSQ / DQ                   | Desclassificado (Disqualified)            |   |                                      |
| Recorde da temporada | Recorde da temporada do atleta (Season best) | Recorde sul-americano | Recorde sul-americano (South America) | NM                         | Sem marca (No mark)                       |   |                                      |

## Kickboxing
A Equipa Portugal conseguiu qualificar três atletas, 1 masculino e dois femininos para Chengdu 2025. A participação portuguesa teve início no dia 12 de agosto de 2025.
| Atletas                   | Prova   | Quartos Final         | Meias Finais          | Final / BM            | Final / BM    |
| Atletas                   | Prova   | Adversário/ Resultado | Adversário/ Resultado | Adversário/ Resultado | Classificação |
| ------------------------- | ------- | --------------------- | --------------------- | --------------------- | ------------- |
| Sofia Oliveira            | K1 60kg | S. Ndapataka D 1-2    | Não se qualificou     | Não se qualificou     | 5º lugar      |
| Catarina Dias (Estreante) | K1 70kg | C. Santos V 0-3       | H. Bacyadan V 1-2     | P. Grossman V 1-2     | Ouro          |

Legenda: V = Vitória; D= Derrota
| Atletas                    | Prova    | Quartos Final         | Meias Finais          | Final / BM            | Final / BM    |
| Atletas                    | Prova    | Adversário/ Resultado | Adversário/ Resultado | Adversário/ Resultado | Classificação |
| -------------------------- | -------- | --------------------- | --------------------- | --------------------- | ------------- |
| Iúri Fernandes (Estreante) | K1 +91kg | K. Baratov D 1-2      | Não se qualificou     | Não se qualificou     | 5º lugar      |

Legenda: V = Vitória; D= Derrota
Legenda
| Recorde mundial      | Recorde mundial (World record)               |                       | Recorde africano                      | Recorde africano (African) |                                           | Q | Classificado por posição (Qualified) |
| Recorde olímpico     | Recorde olímpico (Olympic record)            | Recorde da América    | Recorde da América (Americas)         | q                          | Classificado por melhor tempo (Qualified) |   |                                      |
| Melhor marca do ano  | Melhor marca do ano (World leading)          | Recorde asiático      | Recorde asiático (Asian)              | DNS                        | Não largou (Did not start)                |   |                                      |
| Recorde nacional     | Recorde nacional (National record)           | Recorde europeu       | Recorde europeu (European)            | DNF                        | Não terminou (Did not finish)             |   |                                      |
| Recorde pessoal      | Recorde pessoal do atleta (Personal best)    | Recorde da Oceania    | Recorde da Oceania (Oceania)          | DSQ / DQ                   | Desclassificado (Disqualified)            |   |                                      |
| Recorde da temporada | Recorde da temporada do atleta (Season best) | Recorde sul-americano | Recorde sul-americano (South America) | NM                         | Sem marca (No mark)                       |   |                                      |

## Patinagem

### Velocidade
A Equipa Portugal conseguiu qualificar dois patinadores para Chengdu 2025. As quotas foram conquistadas após a participação de Portugal nos World Skate Games 2024, em Itália. A participação portuguesa teve início no dia 12 de agosto de 2025.
| Atletas                     | Prova                      | Eliminatórias | Eliminatórias | Meias Finais      | Meias Finais      | Final             | Final         |
| Atletas                     | Prova                      | Perfomance    | Posição       | Perfomance        | Posição           | Perfomance        | Classificação |
| --------------------------- | -------------------------- | ------------- | ------------- | ----------------- | ----------------- | ----------------- | ------------- |
| António Freitas (Estreante) | Estrada One Lap            | 34.459        | 5º lugar (S2) | Não se qualificou | Não se qualificou | Não se qualificou | 14º lugar     |
| António Freitas (Estreante) | Estrada Sprint 100m        | 10.788        | 3º lugar (S3) | Não se qualificou | Não se qualificou | Não se qualificou | 15º lugar     |
| António Freitas (Estreante) | Pista Dual Time Trial 200m | 18.414        | 15º lugar     |                   |                   | Não se qualificou | 15º lugar     |
| António Freitas (Estreante) | Pista Sprint 200m D+       | 42.642        | 5º lugar (S2) | Não se qualificou | Não se qualificou | Não se qualificou | 11º lugar     |
| António Freitas (Estreante) | Pista Sprint 1000m         | 1:25.054      | 7º lugar (S4) | Não se qualificou | Não se qualificou | Não se qualificou | 25º lugar     |
| Miguel Bravo                | Estrada Pontos 10.000m     |               |               |                   |                   | 5:08.214          | 5º lugar      |
| Miguel Bravo                | Estrada Eliminação 15.000m |               |               |                   |                   | 6140m             | 12º lugar     |
| Miguel Bravo                | Pista Pontos 5000m         |               |               |                   |                   | 7:12.951          | 8º lugar      |
| Miguel Bravo                | Pista Eliminação 10.000m   |               |               |                   |                   | 9000m             | 8º lugar      |

Legenda
| Recorde mundial      | Recorde mundial (World record)               |                       | Recorde africano                      | Recorde africano (African) |                                           | Q | Classificado por posição (Qualified) |
| Recorde olímpico     | Recorde olímpico (Olympic record)            | Recorde da América    | Recorde da América (Americas)         | q                          | Classificado por melhor tempo (Qualified) |   |                                      |
| Melhor marca do ano  | Melhor marca do ano (World leading)          | Recorde asiático      | Recorde asiático (Asian)              | DNS                        | Não largou (Did not start)                |   |                                      |
| Recorde nacional     | Recorde nacional (National record)           | Recorde europeu       | Recorde europeu (European)            | DNF                        | Não terminou (Did not finish)             |   |                                      |
| Recorde pessoal      | Recorde pessoal do atleta (Personal best)    | Recorde da Oceania    | Recorde da Oceania (Oceania)          | DSQ / DQ                   | Desclassificado (Disqualified)            |   |                                      |
| Recorde da temporada | Recorde da temporada do atleta (Season best) | Recorde sul-americano | Recorde sul-americano (South America) | NM                         | Sem marca (No mark)                       |   |                                      |

## Triatlo(Estreia)

### Duatlo
A Equipa Portugal conseguiu qualificar um duatleta para Chengdu 2025. A quota foi conquistada por ranking. A participação portuguesa teve início no dia 14 de agosto de 2025.
| Atleta/s                    | Prova/s    | Corrida (2,5 km) | Transição 1                       | Ciclismo (30 km)                   | Transição 2                       | Corrida (2,5 km) | Perfomance | Classificação |
| Atleta/s                    | Prova/s    | Tempo            | Tempo                             | Tempo                              | Tempo                             | Tempo            | Perfomance | Classificação |
| --------------------------- | ---------- | ---------------- | --------------------------------- | ---------------------------------- | --------------------------------- | ---------------- | ---------- | ------------- |
| Hugo Figueiredo (Estreante) | Individual | 15:21 (6º lugar) | 15:41 (6º lugar) 0:20 (13º lugar) | 58:33 (11º lugar) 42:52 (9º lugar) | 58:55 (11º lugar) 0:22 (7º lugar) | 16:52 (8º lugar) | 1:15:47    | 8º lugar      |

Legenda
| Recorde mundial      | Recorde mundial (World record)               |                       | Recorde africano                      | Recorde africano (African) |                                           | Q | Classificado por posição (Qualified) |
| Recorde olímpico     | Recorde olímpico (Olympic record)            | Recorde da América    | Recorde da América (Americas)         | q                          | Classificado por melhor tempo (Qualified) |   |                                      |
| Melhor marca do ano  | Melhor marca do ano (World leading)          | Recorde asiático      | Recorde asiático (Asian)              | DNS                        | Não largou (Did not start)                |   |                                      |
| Recorde nacional     | Recorde nacional (National record)           | Recorde europeu       | Recorde europeu (European)            | DNF                        | Não terminou (Did not finish)             |   |                                      |
| Recorde pessoal      | Recorde pessoal do atleta (Personal best)    | Recorde da Oceania    | Recorde da Oceania (Oceania)          | DSQ / DQ                   | Desclassificado (Disqualified)            |   |                                      |
| Recorde da temporada | Recorde da temporada do atleta (Season best) | Recorde sul-americano | Recorde sul-americano (South America) | NM                         | Sem marca (No mark)                       |   |                                      |

## Wushu(Estreia)

### Taolu
A Equipa Portugal conseguiu qualificar uma atleta feminina Chengdu 2025. A quota foi conquistada após a participação de Portugal nos World Games Series 2024, em Hong Kong, China. A participação portuguesa teve início no dia 8 de agosto de 2025.
| Atletas                 | Prova                      | Nandao     | Nandao    | Nanquan    | Nanquan  | Final      | Final    |
| Atletas                 | Prova                      | Perfomance | Posição   | Perfomance | Posição  | Perfomance | Posição  |
| ----------------------- | -------------------------- | ---------- | --------- | ---------- | -------- | ---------- | -------- |
| Sílvia Cruz (Estreante) | Nanquan - Nandao Combinado | 9.443      | 8.º lugar | 9.543      | 7º lugar | 18.986     | 8º lugar |

Legenda
| Recorde mundial      | Recorde mundial (World record)               |                       | Recorde africano                      | Recorde africano (African) |                                           | Q | Classificado por posição (Qualified) |
| Recorde olímpico     | Recorde olímpico (Olympic record)            | Recorde da América    | Recorde da América (Americas)         | q                          | Classificado por melhor tempo (Qualified) |   |                                      |
| Melhor marca do ano  | Melhor marca do ano (World leading)          | Recorde asiático      | Recorde asiático (Asian)              | DNS                        | Não largou (Did not start)                |   |                                      |
| Recorde nacional     | Recorde nacional (National record)           | Recorde europeu       | Recorde europeu (European)            | DNF                        | Não terminou (Did not finish)             |   |                                      |
| Recorde pessoal      | Recorde pessoal do atleta (Personal best)    | Recorde da Oceania    | Recorde da Oceania (Oceania)          | DSQ / DQ                   | Desclassificado (Disqualified)            |   |                                      |
| Recorde da temporada | Recorde da temporada do atleta (Season best) | Recorde sul-americano | Recorde sul-americano (South America) | NM                         | Sem marca (No mark)                       |   |                                      |